# Fade-away (pallacanestro)
Il fadeaway (o tiro in allontanamento) è una particolare tecnica di tiro, utilizzata nella pallacanestro, che permette al giocatore di effettuare un tiro difficilmente contestabile dal post basso.
Partendo da una posizione spalle a canestro, il giocatore tira la palla buttandosi all'indietro, mettendo così spazio fra sé e il difensore, e girando contemporaneamente la parte superiore del corpo verso il canestro. Non è una tecnica semplice, ma in questo modo si evita il contatto con il difensore ed il suo tentativo di stoppata, si tratta quindi di un tiro complicato ma potenzialmente immarcabile.
Michael Jordan è stato il cestista che l'ha utilizzato maggiormente perfezionandone lo stile. Dopo il primo ritiro, il fadeaway è diventato il suo marchio di fabbrica.
Kobe Bryant ha "rubato" questo fondamentale a Jordan, soprattutto negli ultimi anni della sua carriera, facendone una delle sue armi migliori. Un tiro in fadeaway molto particolare ed iconico, fatto su una gamba sola, è stato perfezionato da Dirk Nowitzki. Due giocatori attuali che utilizzano spesso questa tecnica sono Kevin Durant e Devin Booker . In Italia, il massimo interprete del fadeaway è stato Carlton Myers.